# Понте Чентезимо (Перуђа)
Понте Чентезимо је насеље у Италији у округу Перуђа, региону Умбрија.
Према процени из 2011. у насељу је живело 162 становника. Насеље се налази на надморској висини од 325 м.